# Aglenus nitidicolle
Aglenus nitidicolle là một loài bọ cánh cứng trong họ Salpingidae. Loài này được Schaufuss miêu tả khoa học năm 1882.